# Distretto di Higashimuro
Il distretto di Higashimuro (東牟婁郡, Higashimuro-gun?) è uno dei distretti della prefettura di Wakayama, in Giappone.
Attualmente fanno parte del distretto i comuni di Kitayama, Kozagawa, Kushimoto, Nachikatsuura e Taiji.
| Controllo di autorità | VIAF (EN) 251199760 · NDL (EN, JA) 00545217 |